# Embalse de Colomera
El embalse de Colomera se encuentra situado sobre el cauce del río Colomera y de las Juntas, a unos cuatro kilómetros de la localidad de Colomera, en la provincia de Granada, España.
Este embalse pertenece a la Cuenca Hidrográfica del Guadalquivir, en la comarca de Los Montes y fue construido entre 1982 y 1989, aunque su explotación se inició en 1990.

## Finalidad
- Usos de las láminas de agua: Pesca - Deportes Náuticos - Baños
- Usos del agua desembalsada:

Riego (4825 ha)
Abastecimiento (18 650 hab.)
Electricidad (0 kW).
- Caudal ecológico: 0,200 m3/s.

## Características
La cuenca de este embalse tiene una superficie de 245 km² con una precipitación media anual de 664 mm. y una aportación media anual de 30,73 hm³.
La presa es de materiales sueltos y planta recta, tiene una altura sobre el cauce de 60 m y sobre cimientos de 65,34 m. Su longitud de coronación es de 350 m y el ancho de coronación de 13 m. El aliviadero de lámina libre con vertedero lateral.
Desagües de tipo Fondo con dos conductos y con una capacidad de desagüe de 70 m3/s.
El embalse tiene una superficie de 258 ha, y una capacidad de 42,45 hm³.
En cuanto al paisaje de su cuenca, se caracteriza por sus desniveles poco acusados, cabe destacar entre otros el Cerro Pelón, Solana de las Juntas, Solana de los Arrieros, Cerro Zapatero, Cerro Alto, etc.